# Cyrtopogon skopini
Cyrtopogon skopini är en tvåvingeart som beskrevs av Pavel Lehr 1998. Cyrtopogon skopini ingår i släktet Cyrtopogon och familjen rovflugor. Inga underarter finns listade i Catalogue of Life.